# Eu Quero Ser o Seu Amor
Eu Quero Ser o Seu Amor é uma canção gravada pela cantora brasileira de música pop Wanessa Camargo, incluída em seu segundo álbum de estúdio, o homônimo Wanessa Camargo, em 2001. Foi lançado como primeiro single do disco em 11 de novembro de 2001. Foi composta por César Lemos e Karla Aponte.

## Vídeo musical
O vídeo mostra Wanessa num jogo de vídeo game tentando vencer sua rival.

## Tracklist
Download digital
1. Eu Quero Ser o Seu Amor - 3:26

## Histórico de lançamento
| País   | Data                   | Formato(s) | Gravadora |
| ------ | ---------------------- | ---------- | --------- |
| Brasil | 11 de novembro de 2001 | Airplay    | Sony BMG  |